# 卵叶荚蒾
卵叶荚蒾（学名：Viburnum ovatifolium）为忍冬科荚蒾属下的一个种。